# Nederlandse kampioenschappen baanwielrennen 2018
De Nederlandse kampioenschappen baanwielrennen 2018 werden gehouden in Omnisport Apeldoorn op 27, 28, 29 en 30 december 2018. Het onderdeel omnium werd verreden op 2 december en het onderdeel derny op 15 december. De wedstrijden werden door de Koninklijke Nederlandsche Wielren Unie georganiseerd.

## Erelijst
| Discipline           | Goud                                                                           | Zilver                                                            | Brons                                                                   |
| -------------------- | ------------------------------------------------------------------------------ | ----------------------------------------------------------------- | ----------------------------------------------------------------------- |
| Mannen               |                                                                                |                                                                   |                                                                         |
| Derny                | Reinier Honig                                                                  | Jeroen Kaldenbach                                                 | Luuk Jansen                                                             |
| Ind. achtervolging   | Joost van den Burg                                                             | Koen Bouwman                                                      | Ryan Schilt                                                             |
| Keirin               | Harrie Lavreysen                                                               | Matthijs Büchli                                                   | Roy van den Berg                                                        |
| Madison              | Wim Stroetinga & Yoeri Havik                                                   | Jan-Willem van Schip & Cees Bol                                   | Pim Ligthart & Jesper Asselman                                          |
| Omnium               | Roy Pieters                                                                    | Roy Eefting                                                       | Melvin van Zijl                                                         |
| Ploegenachtervolging | Leco Hendriks, Yanne Dorenbos, Casper van Uden, Enzo Leijnse                   | Yentl Ruijmgaard, Joost van der Burg, Dion Beukeboom, Roy Pieters | Leon Ellermann, Stijn Hanegraaf, Steyn Lamberink, Rick Hezeman          |
| Puntenkoers          | Yoeri Havik                                                                    | Jan-Willem van Schip                                              | Melvin van Zijl                                                         |
| Scratch              | Wim Stroetinga                                                                 | Jan-Willem van Schip                                              | Roy Eefting                                                             |
| Sprint               | Matthijs Büchli                                                                | Jeffrey Hoogland                                                  | Harrie Lavreysen                                                        |
| Teamsprint           | Matthijs Büchli, Theo Bos, Roy van den Berg                                    | Joël Zuidema, Harrie Lavreysen, Sam Ligtlee                       | Nils van 't Hoenderdaal, Stephan Habets, Jeffrey Hoogland               |
| Tijdrit 1 km         | Roy van den Berg                                                               | Sam Ligtlee                                                       | Stephan Habets                                                          |
| Vrouwen              |                                                                                |                                                                   |                                                                         |
| Ind. achtervolging   | Amy Pieters                                                                    | Loes Adegeest                                                     | Marjolein van 't Geloof                                                 |
| Keirin               | Laurine van Riessen                                                            | Hetty van de Wouw                                                 | Steffie van der Peet                                                    |
| Madison              | Kirsten Wild & Amy Pieters                                                     | Phaedra Krol & Marjolein van 't Geloof                            | Marit Raaijmakers & Roxane Knetemann                                    |
| Omnium               | Kirstie van Haaften                                                            | Lorena Wiebes                                                     | Amber van der Hulst                                                     |
| Ploegenachtervolging | Mylène de Zoete, Bente van Teeseling, Kirstie van Haaften, Amber van der Hulst | Kelly Markus, Amy Pieters, Riejanne Markus, Winanda Spoor         | Phaedra Krol, Marjolein van 't Geloof, Maaike Brandwagt, Tessa Dijksman |
| Puntenkoers          | Kirsten Wild                                                                   | Amy Pieters                                                       | Amber van der Hulst                                                     |
| Scratch              | Kirsten Wild                                                                   | Amy Pieters                                                       | Lorena Wiebes                                                           |
| Sprint               | Laurine van Riessen                                                            | Kyra Lamberink                                                    | Steffie van der Peet                                                    |
| Teamsprint           | Hetty van de Wouw & Kyra Lamberink                                             | Laurine van Riessen & Elis Ligtlee                                | Steffie van der Peet & Shanne Braspennincx                              |
| Tijdrit 500 m        | Kyra Lamberink                                                                 | Laurine van Riessen                                               | Shanne Braspennincx                                                     |

2006 · 2007 · 2008 · 2009 · 2010 · 2011 · 2012 · 2013 · 2014 · 2015 · 2016 · 2017 · 2018 · 2019 · 2020 · 2021 · 2022 · 2023 · 2024 · 2025